# Denno
Denno là một đô thị thuộc tỉnh Trento, Ý. Đô thị này có dân số là 1103 người (thời điểm năm 2007).